# Metsibotlhoko
Metsibotlhoko – wieś w Botswanie w dystrykcie Kweneng. Według spisu ludności z 2011 roku wieś liczyła 403 mieszkańców.